# Actinote cedestis
Actinote cedestis is een vlinder uit de familie van de Nymphalidae. De wetenschappelijke naam van de soort is voor het eerst geldig gepubliceerd in 1913 door Heinrich Ernst Karl Jordan.